# Троицкий собор (Томск)
Тро́ицкий собо́р (кафедра́льный собо́р Живонача́льной Тро́ицы) — главный православный храм Томской епархии в период с 1900 года по 1930 год. Находился на Новособорной площади Томска.
Строился по типовому проекту К. А. Тонa с 1844 года, но 26 июля (7 августа) 1850 года незаконченный купол рухнул, погибли четыре человека. Возобновлённые в 1858 году работы были вскоре приостановлены из-за перерасхода средств и «общего охлаждения к святому делу», и только в 1885—1889 годах городской архитектор В. В. Хабаров завершил начатое полвека назад строительство. Отделка собора продолжалась до лета 1900 года. В 1930 году собор был закрыт, в 1934 году снесён, на его месте разбит сквер на Новособорной площади.

## Предыстория
Летом 1604 года казаки под предводительством Гаврилы Писемского и Василия Тыркова основали на Воскресенской горе, близ устья реки Ушайки, крепость — будущий город Томск. В 1606 или 1607 году в крепости выстроили деревянную Троицкую церковь. Через четыре десятилетия не раз перестроенная церковь обветшала, и в 1653—1654 годах на её месте выстроили новую, также деревянную, шатровую церковь высотой 43 м. К этому времени городской посад Томска уже занимал оба берега Ушайки от Воскресенской горы до берега Томи. В посаде действовали приходские церкви Богоявленская (1633), Воскресенская (1634), Благовещенская (1649) и Свято-духовская (1650). Возобновлённая Троицкая стала считаться соборной — главной в городе, но при этом не имела ни своего прихода, ни доходных земельных владений, и потому быстро ветшала. В 1720—1721 годах её восстановили, но к концу XVIII века существовавшая лишь на скудные «штатные суммы» церковь окончательно пришла в упадок. Ни гражданские власти, ни часто сменявшиеся священники не пытались её спасти. В 1811 году по указанию тобольской консистории Троицкую церковь закрыли, «пока исправится, или пока попечением граждан выстроена будет», а новой соборной церковью стала построенная в 1790—1804 годах Богоявленская. В 1819—1820 годах Троицкую церковь разобрали до основания. Рядом с местом, где она стояла, началась постройка католического костёла. По генеральному плану города, составленному С. Зверевым в 1820—1824 годах и утверждённому Николаем I в 1830 году, для нового собора была зарезервирована берёзовая роща возле казарм на Елани — тогда дальней окраине Томска.
В 1834 году Синод учредил Томскую епархию, в город прибыл первый томский архиерей Агапит, а тесная, не приспособленная для массовых богослужений Богоявленская церковь стала кафедральным собором. О постройке полноценного собора Агапит и помышлять не мог: в тогдашнем Томске она казалась невозможным делом. Епархия была бедна, так как православное население Томска, составлявшее в 1830-х годах не более восьми тысяч человек, тяготело к старообрядчеству. Бо́льшая часть томской черни «прикержачивала», а купечество делилось на тайных сторонников «старины» и открытых «закоренелых раскольников». Противодействовавшее им духовенство официальной церкви было малочисленно, «полуобразованно, мало или вовсе непригодно» для миссионерского служения. Для того чтобы изменить настроение общества, Агапиту и его преемнику Афанасию потребовалось восемь лет.

## Решение о постройке
6 декабря (18 декабря) 1842 года архиепископ Афанасий призвал горожан к постройке нового кафедрального собора. В тот же день группа чиновников и купцов во главе с гражданским губернатором С. П. Татариновым начала сбор денег в частном порядке, а несколькими днями позже Татаринов официально поручил городскому голове А. Е. Филимонову приступить к широкой подписке. Именно Филимонов и предложил строить собор по уже реализованному в 1837—1842 годах проекту собора Семёновского полка К. А. Тона. Собор, рассчитанный на 2400 молящихся, должен был иметь 20 сажен (42,6 м) в ширину и 27 сажен и 2 аршина (59 м, включая крест) в высоту. 23 декабря (4 января) общегородское собрание вынесло «всесословный приговор» в поддержку подписки, к середине февраля 1843 года Филимонов сумел собрать более шестнадцати тысяч рублей. В мае горожане учредили строительный комитет из семи человек (два чиновника, три купца и два священнослужителя), и только в конце 1843 года Синод и Министерство путей сообщения согласовали проект, особенно отметив недопустимость отступления от тоновских чертежей.
Томск 1840-х годов был столицей сибирских золотопромышленников. Летом они разъезжались на прииски, а зимовали в городе, поэтому зимой 1843—1844 годов финансирование стройки уже не казалось организаторам сложным делом. Труднее было с подбором строителей: своих специалистов в Томске были единицы, архитекторы и инженеры из европейской части России ехать в Сибирь отказывались. Хорошо зарекомендовавший себя в Томске К. Г. Турский, служивший в 1832—1838 годах городским архитектором, уже несколько лет работал на Урале. Комитет собирался вновь пригласить Турского в Томск, но влиятельный золотопромышленник, коллежский советник И. Д. Асташев, блокировал это предложение, выдвинув собственную кандидатуру — А. П. Деева. Пятидесятисемилетний Деев, солдатский сын, изгнанный из военной службы, успел послужить в 1810-е годы городским архитектором Томска, в 1820-е годы строил Воскресенский собор в Нерчинске, а в 1840-е годы учредил собственную архитектурно-строительную практику. Именно он, при поддержке Асташева, и стал первым строителем собора. Весной 1844 года Деев подписался под обязательством выполнить все работы за четыре года, получив взамен освобождение от материальной ответственности перед заказчиком.

## Работы 1844—1850 годов
Полагая, что найти нужное количество рабочих в Сибири невозможно, комитет командировал Деева в европейскую часть России на вербовку мастеров. 11 июня (25 июня) 1844 года Афанасий освятил размеченную площадку, и назначенный Деевым заместитель приступил к рытью рвов под фундамент. Даже для этой неквалифицированной работы в Томске не хватало рук, поэтому Татаринов мобилизовал на земляные работы арестантов. Год спустя, в конце мая 1845 года, котлован был готов к собственно закладке собора. Полным ходом шла заготовка материалов: бутовый камень, лес и песок приобретали непосредственно в Томске у местных подрядчиков, плитный камень — в Мунгатской волости, известь — в Верхотомской и Пачинской волостях Кузнецкого округа (современная Кемеровская область). Железо Асташёв заказал на демидовском заводе в Нижнем Тагиле. С Урала до Тюмени железо везли на конных повозках, от Тюмени до Томска — парусными судами. Барки выходили из Тюмени в апреле или мае, спускались по Тоболу и Иртышу до Самарова, а затем подымались вверх по Оби, к осени достигая Томска. Хуже обстояло дело с поставками кирпича. 17 и 20 июня в Томске произошли два сильных пожара, выгорела вся зажиточная часть города. Ажиотажный спрос на кирпич привёл к росту цен более чем вдвое, и нанятый комитетом поставщик предпочёл продать заготовленный кирпич частным застройщикам. Положение спас всё тот же Асташёв: летом 1846 года он пожертвовал на строительство три миллиона штук кирпича — то есть выстроенные за свой счёт кирпичные заводы, на которых работали выписанные из России мастера. Всего же, по расчётам Деева, требовалось около 4,468 миллиона штук.
В условиях Томска строительный сезон был ограничен тремя летними месяцами. Кладку камня и кирпича следовало начинать в мае и завершать в августе, чтобы построенное летом успело просохнуть до зимних морозов. Зимой можно было выполнять только вспомогательные плотницкие работы: устройство лесов, кружал и тому подобных временных конструкций. Строгое соблюдение этого правила затягивало постройку на многие годы, поэтому организаторы предпочли удлинить строительный сезон до поздней осени. В привычном для Деева малоэтажном строительстве это нарушение технологии считалось приемлемым.
В 1845—1846 годах строители заложили фундаменты из бутового камня, скреплённого известью, и выстроили цокольный этаж. Работы продолжались до начала октября включительно, то есть до глубокой осени. В 1847—1848 годах были выстроены внутренние несущие колонны и внешние стены собора, и вновь кладка кирпича продолжалась до октября. Деев начал, но не успел закончить кладку главных арок, на которые по проекту опирался барабан главного купола. Самые сложные и ответственные работы — замыкание недостроенных арок, кладка парусов, сводов и венчающих их барабанов с куполами — производились в 1849—1850 годах. Комитет, не испытывавший более нужды ни в деньгах, ни в материалах, торопил Деева и самостоятельно вербовал на стройку артели каменщиков. Весной 1850 года организаторам строительства казалось, что до конца сезона они успеют завершить кладку, уложить постоянную кровлю и установить на барабаны уже заказанные внешние купола.

## Катастрофа 1850 года
В июле 1850 года строители приступили к кладке свода главного купола. 26 июля (7 августа), в девятом часу вечера, когда рабочий день уже закончился, произошло обрушение незавершённого купола. Купол, поддерживавший его барабан, главные арки и паруса центрального объёма собора рухнули, обломки пробили своды над подвалами и ризницей и выбили часть внутренней стены между северным притвором и центральным объёмом. Барабаны боковых главок и поддерживавшие их своды между наружными и внутренними стенами остались целы. В тот же день из-под обломков извлекли чудом выжившего человека, а три дня спустя были найдены тела трёх погибших рабочих и чиновника, пришедшего посмотреть на работы.
Строительство прекратилось, началось расследование. По мнению приезжих экспертов, побывавших в Томске в апреле — мае 1851 года, у катастрофы могло быть не менее пяти причин: «разновременное устройство арок, сведённых в холодное время и оставленных на зиму незамкнутыми»; неправильное устройство арок, сводов и фундаментов и неудовлетворительное качество кирпича. Строительный комитет опротестовал экспертное заключение по пунктам, настаивая, что фундаменты были заложены правильно, а все использованные материалы были приемлемого качества. Деев, не называя определённо каких-либо причин, рассуждал о том, что петербуржский проект не был адаптирован ни к сибирскому климату, ни к сибирским материалам. Опыт последующих десятилетий показал, что фундаменты, стены и несущие колонны собора были выстроены качественно. По мнению томского краеведа К. Н. Евтропова, написавшего свою «Историю Троицкого собора» через полвека после катастрофы 1850 года, действительная причина её «заключалась в необдуманной поспешности: не давали времени хорошенько летом просыхать главным аркам, парусам и полупарусам. Кладка верхних частей, самых серьёзных и существенных… производилась большей частью в сентябре и октябре, чего по здешнему климату… ни в коем случае не следовало бы допустить».

## Сибирский долгострой
Экспертиза 1851 года фактически приговорила недостроенный собор к сносу: государственная строительная комиссия прямо запретила достройку негодных, по её мнению, стен на негодном фундаменте. Комитет организаторов считал, что работы можно и нужно продолжать, но не смог переубедить чиновников. Тем временем в экономике и общественной жизни Томска происходили события, делавшие достройку невозможной. Сибирская золотая лихорадка угасала, усилия государства были сосредоточены на развитии промышленного Барнаула. Летом 1851 года разорилась крупнейшая в Томской губернии золотопромышленная компания Ф. А. Горохова, а вслед за ней разорились предприятия и горожане, вложившие деньги в гороховскую пирамиду. Заправлявшие в строительном комитете городской голова Филимонов и секретарь городской думы Скворцов отошли от дел, Деев навсегда уехал из Томска. В конце 1853 года началась разорительная Крымская война, а в феврале 1854 года город покинул главный организатор строительства — архиепископ Афанасий. Сменивший его Парфений до 1859 года отказывал строительному комитету в поддержке.
В 1856—1858 годах городской архитектор К. Н. Еремеев убедил власти в возможности достроить собор. В комитет по достройке собора были избраны титулярный советник А. В. Квятковский и томские купцы Д. И. Тецков, Г. И. Елисеев, И. И. Скворцов. Подряд на достройку получил академик архитектуры Я. М. Набалов, утверждавший, что работы обойдутся не дороже 48 тысяч рублей сверх уже потраченных в 1844—1850 годах 128 485 рублей. Набалов имел хороший послужной список (работал прежде в Петербурге, Гатчине, Красноярске) и рекомендации самого Тона но в Томске проявил себя некомпетентным строителем, истратил за два года впустую 52 тысячи рублей, а в конце 1860 года и вовсе слёг с умственным расстройством. Затем в Томске вновь сменился архиерей, а губернская администрация полностью сосредоточилась на проведении крестьянской реформы. Средств на продолжение работ (по смете Набалова требовалось ещё 68 тысяч рублей) не было, и губернский совет постановил прекратить строительство.
Остов храма стоял заброшенным двадцать четыре года. За это время в епархии сменилось пять архиереев, были основаны местная газета, женское училище и университет, а стены собора потрескались и поросли мхом и берёзами. В 1880 году городская дума постановила разобрать их, годные материалы отдать на строительство университета, а на вырученные от продажи лома деньги учредить фонд постройки нового собора. Продвигавший это решение городской голова З. М. Цибульский обещал внести в фонд пятьдесят тысяч рублей «с тем непременным условием, чтобы треснувшие стены обрушившегося здания были разобраны до основания». Поручение восстановить собор получил прибывший на строительство Университета архитектор М. А. Арнольд.
В 1881—1882 годах архиепископ Пётр и новый спонсор стройки, купец Е. И. Королёв, успешно препятствовали реализации думского решения, но не смогли добиться одобрения у генерал-губернатора. Королёв, уставший от бюрократических проволочек и не терпевший вмешательства чиновников в собственные планы, отказался финансировать достройку. Возможно, это было к лучшему: королёвский проект подразумевал возведение не каменных, а деревянных куполов, которые обезобразили бы замысел архитектора. Отстраненный также от строительных работ в Университете М. Арнольд покинул Томск.

## Достройка и отделка
В 1883 году в Томске почти единовременно сменились губернатор, архиерей и городской голова. Именно новый городской голова П. В. Михайлов, при поддержке епископа Владимира, убедил общественность и губернатора в необходимости и возможности достроить собор и организовал новый сбор пожертвований, 150 000 рублей внесла вдова З. М. Цибульского, 61 000 рублей купец Феодот Силыч Толкачев (жертвовавший на собор и ранее), 35 000 — купец Семён Степанович Валгусов, 12 000 — купец Пётр Лаврентьевич Байгулов, 10 000 — Толкачёв Афанасий Феодотович, 5 000 — Пушников Фёдор Харлампиевич, по 1 000 рублей внесли на строительство Евграф Николаевич и Алексей Евграфович Кухтерины, Алексей Доримедонтович Родюков (пожертвовал также предметы внутреннего убранства собора). 2 255 560 штук кирпича с доставкой до места пожертвовал на строительство Пётр Васильевич Михайлов, 5 позолоченных крестов пожертвовал собору Сергей Пётрович Петров.
В 1884 году П. В. Михайлов за свой счёт расчистил стройплощадку, починил находившиеся на ней служебные постройки и завёз стройматериалы. Государственная экспертиза, проведённая в апреле 1885 года, показала, что стены и колонны, за исключением разрушенных осадками верхних частей, вполне крепки, а трещины на поверхностях стен «не имеют значения в смысле повреждений, могущих иметь влияние на прочность здания». Руководителем же достройки стал городской архитектор Томска В. В. Хабаров, по своим служебным обязанностям хорошо знавший проблемы собора.
2 мая (14 мая) 1885 года Хабаров приступил к достройке пилонов на отметках от 5½ до 7 сажен (12—15 м). Материалы к рабочим местам подавали две подъёмные машины — так Хабаров снизил не только травматизм, но и расходы на ручной труд. Летом 1886 года работы достигли отметки 19 сажен (40,5 м), летом 1887 года был сложен «в притёску и притирку» главный купол диаметром 19 аршин (13,5 м). Эту, самую ответственную, работу организаторы подрядчикам не доверили: купол выстроили штатные каменщики на зарплате строительного комитета. 2 июня (14 июня) 1889 года Хабаров сдал заказчику здание, полностью готовое к отделочным работам. В тот же период к востоку от собора был заложен существующий поныне Городской сад.
В 1890—1891 годах работы опять прекратились, на этот раз из-за нехватки денег. Почти все 175 тысяч рублей, собранные с 1883 года на восстановление собора, были потрачены на общестроительные работы 1885—1889 годов. Город испытывал тяжёлый экономический кризис: в 1890 году «лёгкое» золото неожиданно закончилось, добыча по сравнению с предыдущим годом сократилась вдвое. Резко упали оптовые цены на меха, а караваны с китайским чаем более не заходили в Томск. В мае 1890 года произошло катастрофическое наводнение, погибли, по разным оценкам, от 50 до 200 человек. Только в январе 1893 года комитет, получив завещанные Ф. Е. Цибульской 150 тысяч рублей, начал размещать заказы на отделочные материалы. Гранитные ступени комитет заказал в Екатеринбурге, колокола — в Ярославле, оконные рамы, иконостас с иконами и прочую утварь — в Москве. Впервые в Сибири в церкви установили водяное отопление «с паровой вентиляцией», поддерживавшее во всём объёме храма, от пола до купола, постоянную температуру +15…+18 °С при морозах до −44 °С включительно. Электрифицирован собор был после ввода в строй в 1896 году первой в Сибири Томской электростанции. Родившийся в 1914 году геолог В. Н. Басманов вспоминал, что на Пасху 1927 года он «…стоял на хорах и хорошо видел огромный, залитый электрическим светом главный неф храма. Люди стояли плотной толпой. Сотни свечей мерцали в их руках. Особенно мне запомнился священник, совершавший службу. Его одежда и головной убор сверкали разноцветными искрами, наверное, это украшавшие одежду драгоценные камни отражали электрический свет…».
Отделка и оснащение собора заняли семь лет, с 1893 по 1900 год. Все элементы отделки изготавливались в городах европейской части России по чертежам заказчика «заглазно» (без выезда исполнителей на объект), перевозка в Томск по Обской водной системе по-прежнему занимала почти полгода: железная дорога пришла в город только в 1896 году. Квалифицированных мастеров, как и пятьдесят лет назад, нужно было нанимать в России. В городе зрело недовольство: белоснежный собор с синими куполами, внешне полностью завершённый, по-прежнему стоял запертым. Инициативу «досрочного» открытия взял на себя епископ Макарий: в начале 1900 года он объявил, что освящение непременно состоится в четверг 25 мая (7 июня). Возражать архиерею строители более не могли. При поддержке духовенства и городской общественности все работы были срочно завершены, и в назначенный час Макарий торжественно освятил собор.
За 56 лет, прошедших с начала земляных работ, расходы на постройку составили 649 136 рублей (в том числе в 1843—1882 годах — 173 891 рубль, в 1883—1900 годах — 475 245 рублей).

## Архитектура
Томский собор принадлежал к так называемому «первому тоновскому», или «русско-византийскому» стилю крестово-купольных церквей, разработанному К. А. Тоном между 1830 и 1834 годами, и обобщённому в первом издании «Атласа образцовых церквей» 1839 года. В основе всех проектов этого круга, включая крупнейший Храм Христа Спасителя в Москве, лежит компактный, почти кубический объём в форме равноконечного креста. Четыре несущие колонны поддерживают арки главного свода, несущие восьмерик, на восьмерике водружён цилиндрический барабан, несущий главный луковичный купол. Колонны не разрезают объём храма, но обрамляют его — так формируется «единое и нерасчленённое, устремлённое ввысь, к центральному световому куполу» пространство. Каждый из фасадов разделён по вертикали на пять частей (три — на центральном ризалите, два — слева и справа от него). Каждая часть прорезана узкими окнами, три центральные части (в Храме Христа Спасителя — все пять) завершены килевидными «русскими» закомарами. Отдельно стоящей колокольни нет, колокола размещаются в боковых башнях (в томском соборе — в двух западных башнях). Именно в церкви Семёновского полка эта композиция впервые приобрела «идеально правильный» характер.
Внешний облик томского собора отличался в деталях от облика церкви Семёновского полка. Вероятно, искажения возникли уже на первом этапе строительства, до катастрофы 1850 года. Петербуржская церковь покоилась на сплошном цоколе высотой 1 м, а в томском соборе такого цоколя не было. Выстроенный Хабаровым восьмерик заметно ниже, чем восьмерик петербуржской церкви. Оба этих отступления от тоновских пропорций Хабаров уравновесил устройством на всех пяти куполах венцов из кокошников, что, в свою очередь, визуально уменьшало высоту куполов. Эти венцы, а также контрастные грани луковичных куполов — скорее всего, прямые цитаты архитектурных решений Храма Христа Спасителя, законченного постройкой в 1883 году. Внутреннее убранство собора было решено в византийском духе.
Доподлинно неизвестно, насколько точно рабочие чертежи томского собора воспроизводили его прототип. Строительная комиссия 1843 года отметила несоответствия между представленными на утверждение чертежами, выполненными каинским землемером Скоробогатовым, и оригиналами Тона, но эти замечания касались только неправильного воспроизведения деталей фасадов и малых куполов. Вероятно, что уже тогда скоробогатовские чертежи были заменены литографиями с чертежей Тона. В 1880-е годы, когда Хабаров строил заново арки и купола собора, «русско-византийский стиль» николаевской эпохи был для архитекторов далёким прошлым: Александр II насаждал в церковном строительстве «настоящий» византийский стиль, Александр III — «русский стиль», однако о том, чтобы «адаптировать» облик томского собора к современным вкусам, речи не было. Деев и Хабаров каждый по-своему переработали оригинал, придав томскому собору «черты эстетического своеобразия», но сохранили основу тоновского замысла.

## Церковная жизнь
В 1900—1918 годах собор, в силу своего церковного статуса и расположения, находился в центре общественной жизни города.
При соборе был организован хор под управлением видного томского композитора и дирижёра А. В. Анохина, в хоре пели — тенор А. Хлопков (будущий профессор медицины), сопрано сестры А. и Е. Косьмины, бас В. Ядрышников, денежные средства хору выделял И. И. Гадалов.
В 1905 году толпа черносотенцев разгромила и сожгла находившееся на Ново-Соборной площади здание железнодорожного управления (ныне встроено в здание ТУСУРа) и близко расположенный Королёвский театр.
В 1910 году собор посетил премьер-министр П. А. Столыпин. 23 июля (5 августа) 1914 года после литургии в соборе в городе состоялась первая антигерманская демонстрация. 14 ноября 1918 года в соборе открылось Сибирское церковное совещание — съезд 39 делегатов от епархий Поволжья, Урала и Сибири, находившихся под властью Колчака. Само же совещание проходило в актовом зале Томского женского епархиального училища.
Сразу после Февральской революции Ново-Соборная площадь, ставшая местом митингов и демонстраций, была переименована в площадь Свободы. При Советской власти митинговая традиция продолжилась, вдоль улицы Ленина, по которой проходили парады, выстроили трибуны, а непосредственно к северу от собора, в черте церковной ограды — стадион «Динамо», зимой превращавшийся в общественный каток. Стадион просуществовал до начала 1960-х годов, трибуны снесли в 1992 году.
В 1921 году началась кампания по изъятию церковных ценностей. Настоятелю собора Иакову и члену приходского совета Д. Н. Беликову пришлось подчиниться насилию. Сам же собор продолжал действовать, в 1923—1927 годах в нём был организован великолепный, по словам Н. Н. Берестова, хор певчих. В. Н. Басманов, мачеха которого пела в этом хоре, так описал облик собора весной 1927 года: «Снежно-белый собор с большим синим центральным куполом и четырьмя меньшими куполами на башнях по углам был очень красив. Его окружала овальная кирпичная ограда с металлической узорной решеткой по верху. Вдоль ограды росла жёлтая акация».
Вокруг собора шли политические игры, столкновения тихоновцев с обновленцами и столкновения между группировками обновленцев. В 1923 году прихожане отказались пускать в собор недавно назначенного епископом Беликова, склонявшегося к обновленчеству. Беликов временно разорвал отношения с обновленцами, но затем вновь примирился с ними, примкнул к григорианству, а в 1927 году и вовсе объявил Томскую епархию автокефальной, отказав в поддержке патриаршему местоблюстителю Сергию.

## Разрушение
8 января 1930 года воинствующие безбожники сбросили с колокольни собора большой колокол. В том же 1930 году решением окружного исполкома собор окончательно закрыли, церковного старосту расстреляли, диакона сослали. Существуют сведения, что вначале в здании, якобы находившемся «в неудовлетворительном состоянии и требующем капитального ремонта», планировали разместить краеведческий музей. Затем началась кампания за ликвидацию собора, и двадцать тысяч человек подписались под требованием о сносе. Слом собора начался только в январе 1934 года и продвигался медленно: большой купол и башни были сломаны только в конце июня, верхние арки — в конце августа. Свидетель происходившего Н. Н. Берестов отметил в дневнике, что при этом было «много смертельных случаев». К 10 ноября 1934 года от собора осталась «груда камней, покрытых снегом». Возникла поговорка: «Каждый томич утащит кирпич». Город выручил от разборки собора шестьдесят тонн металла и около миллиона кирпичей — из них сложены корпуса нынешнего архитектурно-строительного университета. От собора до наших дней сохранились только скрытые от глаз подземные фундаменты да деревья, посаженные в конце XIX века.

## Проекты восстановления
В мае 1991 года во время визита в Томск патриарха Алексия в сквере, на месте, где стоял собор, установили памятный камень. В декабре 1992 года глава администрации Томска Владимир Гончар издает постановление, в соответствии с которым разрешается проектирование часовни в память о Троицком соборе на земельном участке 225 кв.м. в сквере на Новособорной площади.
В 2004 году архиепископ Ростислав освятил место будущего строительства часовни в память об утраченном соборе. По опубликованному тогда проекту, часовня высотой 30 метров должна была точно воспроизводить фрагмент (одну из боковых глав) собора. Мэр Томска Александр Макаров утверждал, что на строительство реплики собора средств нет, а место для часовни выбрано так, чтобы она «в дальнейшем не помешала восстановлению собора на первоначальном месте». Согласно заявлению мэра, 90 % бюджета на часовню должно было быть освоено уже в 2004 году. В основание будущей постройки забили сваи, но саму часовню строить так и не начали. В конце 2008 года в мэрии обсуждали уже другой проект, высотой 26 м. Владыка Ростислав прокомментировал произошедшее так: «Шло время, кругом возводились храмы, а эта часовня всё не строилась. Несколько лет назад нашелся богатый благотворитель, который выделил средства на строительство часовни, и снова было освящено место, чуть в стороне, был изготовлен проект. Была в основание часовни заложена капсула, о том, что такой-то строитель будет эту часовню строить. Прошло несколько лет, но часовни у нас по-прежнему нет».
Время от времени выдвигаются проекты восстановления собора или часовни на его месте.